# Fossa
För andra betydelser, se Fossa (olika betydelser).
Fossa (Cryptoprocta ferox), även kallad frettkatt eller vesselkatt, är ett rovdjur som lever på Madagaskar, och största arten inom familjen madagaskarrovdjur (Eupleridae). Fossan håller sig i regel på marken, men är skicklig på att förfölja lägre primater i träd. 

## Kännetecken

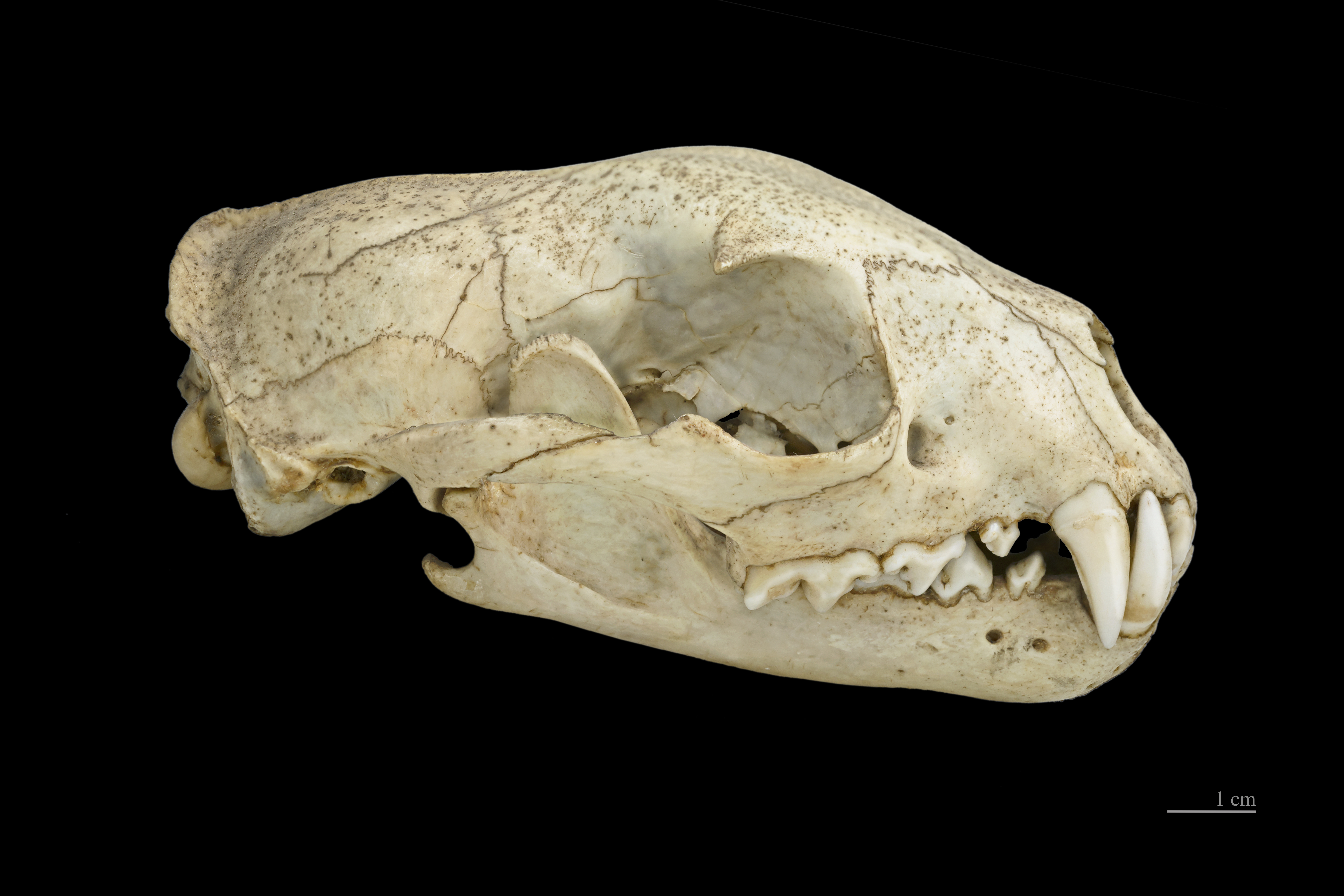
Fossa.

Fossan liknar till det yttre främst kattdjuren, men även skunkar. Ansiktet påminner om kattdjurens  medan den har skunkdjurens låga och långsträckta kroppsform. Likaså är skallen mera långsträckt och smal, underkäken mindre kraftig, avståndet mellan hörn- och kindtänder i överkäken samt den främsta kindtanden är större än hos kattdjuren. I underkäken har den fyra kindtänder i stället för katternas tre.
Hannar har en kroppslängd (huvud och bål) på omkring 80 cm och en vikt mellan 6 och 10 kg och är något större och tyngre än honorna som är cirka 70 cm långa och har en vikt på mellan 5 och 7 kg. Därtill kommer hos båda kön en 70 till 90 cm lång svans. Pälsen är kort och rödgul till färgen - något mörkare uppepå mitten av ryggen. Extremiteterna är endast 15 cm långa. Ögats färg och utseende liknar huskattens. Av de mycket långa morrhåren är en del svarta och andra vita.
Tandformeln är I 3/3 C 1/1 P 3-4/3-4 M 1/1, alltså 32 till 36 tänder.
Körtlarna vid djurets anus ligger i ett pungliknande organ, den så kallade analsäcken. Dessutom finns doftkörtlar vid genitalerna och vid nacken.
Honor som inte är helt fullvuxna har yttre könsorgan som liknar hanarnas penis.

## Utbredning och habitat
Fossan förekom ursprungligen på hela Madagaskar. Tidigare antogs att den även levde på den lilla ön Sainte-Marie framför Madagaskars nordöstra kustlinje men denna tes visade sig vara felaktig. Habitatet utgörs av olika skogar som regnskogar och torra skogar men den förekommer även på stäpper med några träd. Arten undviker däremot regioner som helt saknar större vegetation som höglandet i öns centrum där människan avverkade alla träd och buskar. Fossan förekommer upp till 2 600 meter över havet. På grund av människans bosättningar är fossans utbredningsområde delad i flera från varandra skilda regioner.

## Levnadssätt

### Aktivitet och rörelse
Individerna kan vara aktiva på dagen och på natten. Vanligen vilar de under dagens hetaste timmar samt under de kyligaste timmarna på natten. Som viloplatser har de grottor, självgrävda bon bland växternas rötter eller den täta vegetationen. Fossan vistas vanligen på marken men den har mycket bra förmåga att röra sig i träd och den kan även hoppa till närmaste träd. I träden använder den svansen för att hålla balansen. På marken är fossan oftast tågångare medan den i träd är hälgångare.

### Socialt beteende
Varje individ lever utanför parningstiden ensam och etablerar ett revir. Territoriets gränser markeras med vätska från doftkörtlarna. Reviret är stort och per kvadratkilometer förekommer bara 0,18 till 0,26 individer. Hannarnas revir är upp till 26 kvadratkilometer stort medan honor har upp till 13 kvadratkilometer stora revir. Honor är däremot känsligare mot inkräktare och de försvarar reviret bättre mot artfränder. Hannarnas revir kan i vissa fall överlappas.

### Föda

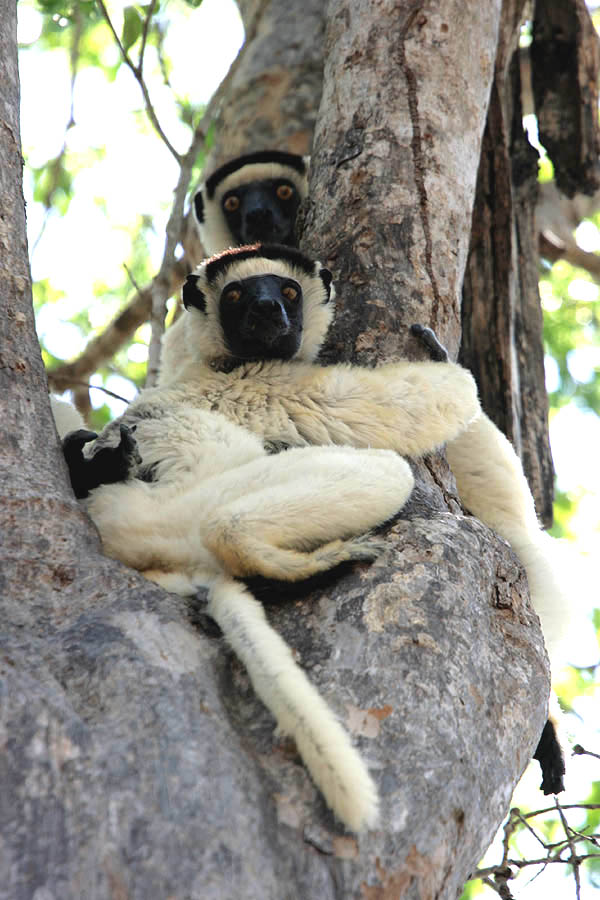
Vanlig Sifaka är ett av fossans största byten.

Fossan livnär sig uteslutande av kött. Som det största rovdjuret på Madagaskar står den på näringskedjans spets. Den jagar sina byten på marken och i träd. Byten kan ha halva storleken av fossan själv, till exempel vanlig sifaka. Större delar av födan utgörs av lemurer, bredvid sifakor äter fossan arter av släktet Cheirogaleus, makier, stor bambulemur och vesslemakier. Enligt en undersökning som genomfördes i västra Madagaskar utgör lägre primater 50 procent av fossans föda. Hos inget annat rovdjur är primater lika betydande födoämnen. För övrigt äter fossan egentliga tanrekar, gnagare av arten Hypogeomys antimena samt ödlor och groddjur. Ryggradsdjur uppgår till 90 procent av fossans föda. Resten utgörs av smådjur som insekter. Ibland dödar den tamhöns.
Bytet hölls vanligen med de kloförsedda framfötterna och dödas med ett bett i halsen. Enligt Garbutt (2007) äter fossan först bytets inälvor.

### Fortplantning
Fossorna parar sig mellan september och november (under våren på södra halvklotet). Den parningsberedda honan sätter sig på ett markant träd och väntar på hannarna. Hannarna strider under trädet för rätten att para sig och honan väljer en eller flera partner. Själva parningen kan vara i 2,5 timmar. Sedan övertas trädet ofta av en annan hona och parningsleken böjar på nytt. Dräktigheten varar ungefär tre till fyra månader och sedan föds två till fyra ungar per kull.
Ungarna föds blinda och tandlösa och de öppnar ögonen cirka två veckor efter födelsen. Födelsen sker i en grotta eller gömd i den täta vegetationen och ungarna stannar minst fyra månader i boet. 15 till 20 månader efter födelsen lämnar de modern. Tidigast efter tre år är ungarna könsmogna. De äldsta kända individerna i fångenskap blev 20 år gamla.

## Systematik

### Yttre systematik
På grund av fossans morfologiska egenskaper som återfinns hos olika rovdjursgrupper var artens position i systematiken länge omstridd. Därför listades fossan oftast i en egen underfamilj (Cryptoproctinae) som räknades ibland till kattdjuren och mera ofta till viverriderna eller mangusterna.
Nyare genetiska undersökningar visade att alla rovdjur på Madagaskar utgör en självständig familj som fick det vetenskapliga namnet Eupleridae. Enligt studien utvecklades familjens medlemmar, som tidigare räknades till olika familjer, från en anfader som liknade en mangust. Denna stamfader korsade under senare oligocen eller tidig miocen (för 24 till 18 miljoner år sedan) Moçambiquekanalen och utvecklades senare till de olika arterna. Inom familjen bildar fossan tillsammans med falanok och fanaloka underfamiljen Euplerinae.

### Inre systematik
Fossan är idag den enda arten i släktet Cryptoprocta. Från upphittade fossil beskrevs ytterligare två arter, den jättelika Cryptoprocta spelea och Cryptoprocta antamba. En studie av Goodman et al. bekräftade att C. spelea var en självständig art men C. antamba, som beskrevs efter en underkäke, kan ha varit en missbildad individ av C. spelea.
Släktnamnet Cryptoprocta betyder "gömd anus" och syftar på den stora analsäcken. Förvirrande nog har fanalokan släktnamnet Fossa. Troligen skedde vid arternas upptäckt en sammanblandning. Enligt ICZN:s regler kan det ursprungliga släktnamnet för fanalokan inte ändras.

## Fossan och människor
Det största hotet mot arten är förstöringen av det levnadsområde som ofta delas i flera från varandra skilda regioner. Individer från avskilda områden kan inte para sig vad som försämrar den genetiska mångfalden. Fossan jagas av Madagaskars befolkning då den anses som skadedjur på boskapsdjur och höns. Dessutom jagas den för vissa kroppsdelar som anses ha läkande egenskaper. Enligt IUCN:s uppskattningar minskade beståndet under de senaste 21 åren (tre generationer) med 30 procent och därför listas fossan som sårbar (VU).
I djurparker förekommer arten ganska sällan. En av de få djurparker som med jämna mellanrum avlar nya fossor är Zoo Duisburg. Djurparken koordinerar därför det europeiska bevarandeprogrammet för fossan som en del av European Endangered Species Programme. Sedan våren 2012 visas fossor i Parken zoo, Eskilstuna.
Inom folkloren på Madagaskar förekommer berättelser om fossor som hotat människor. Det finns däremot inga bevis för angrepp på människor.